# Arabia Saudita ai Giochi della XXIX Olimpiade
L'Arabia Saudita ha partecipato alle Giochi della XXIX Olimpiade di Pechino, svoltisi dall'8 al 24 agosto 2008, con una delegazione di 14 atleti.

## Atletica leggera
| Gara       | Atleta                  | Batterie | Batterie | Semifinali | Semifinali | Finale | Finale |
| Gara       | Atleta                  | Tempo    | Pos.     | Tempo      | Pos.       | Tempo  | Pos.   |
| ---------- | ----------------------- | -------- | -------- | ---------- | ---------- | ------ | ------ |
| 800 m      | Mohammed Al-Salhi       | 1'47"02  | 2        | 1'47"14    | 6          |        |        |
| 1500 m     | Mohammed Othman Shaween | 3'45"82  | 10       |            |            |        |        |
| 5000 m     | Moukheld Al-Outaibi     |          |          | 13'47"00   | 6          |        |        |
| 3000 siepi | Ali Ahmad Al-Amri       |          |          | 9'09"73    | 13         |        |        |

| Gara             | Atleta                      | Qualificazioni | Qualificazioni | Finale | Finale |
| Gara             | Atleta                      | Misura         | Pos.           | Misura | Pos.   |
| ---------------- | --------------------------- | -------------- | -------------- | ------ | ------ |
| Salto in lungo   | Mohamed Salman Al-Khuwalidi | 7,93 m         | 14             |        |        |
| Salto in lungo   | Hussein Taher Al-Sabee      | 8,04 m         | 8              | 7,80 m | 11     |
| Getto del peso   | Sultan Abdulmajeed Alhebshi | 19,51 m        | 27             |        |        |
| Lancio del disco | Sultan Mubarak Al-Dawoodi   | 56,29 m        | 34             |        |        |

## Equitazione
| Gara        | Atleta                                                                                         | Cavallo     | Qualificazioni | Qualificazioni | Qualificazioni | Qualificazioni | Qualificazioni | Qualificazioni | Finale  | Finale  | Finale  | Finale  | Finale | Finale |
| Gara        | Atleta                                                                                         | Cavallo     | Turno 1        | Turno 1        | Turno 2        | Turno 2        | Turno 3        | Turno 3        | Turno A | Turno A | Turno B | Turno B | Totale | Totale |
| Gara        | Atleta                                                                                         | Cavallo     | Pen.           | Pos.           | Pen.           | Pos.           | Pen.           | Pos.           | Pen.    | Pos.    | Pen.    | Pos.    | Pen.   | Pos.   |
| ----------- | ---------------------------------------------------------------------------------------------- | ----------- | -------------- | -------------- | -------------- | -------------- | -------------- | -------------- | ------- | ------- | ------- | ------- | ------ | ------ |
| Individuale | Ramzy Al Duhami                                                                                | Allah Jabek | 2              | 28             | 5              | 15             | 9              | 18             | 8       | 23      |         |         |        |        |
| Individuale | Abdullah Al Saud                                                                               | Obelix      | 10             | 56             | 28             | 60             |                |                |         |         |         |         |        |        |
| Individuale | Faisal Al Shaalan                                                                              | Wido        | 11             | 61             | 16             | 58             |                |                |         |         |         |         |        |        |
| Individuale | Kamal Bahamdan                                                                                 | Rivaal      | 11             | 61             | 12             | 54             |                |                |         |         |         |         |        |        |
| Individuale | Ramzy Al Duhami S.A.R. Principe Abd Allah bin Mut'ib Al Sa'ud Faisal Al Shaalan Kamal Bahamdan | v. sopra    |                |                |                |                |                |                | 38      | 12      |         |         |        |        |

## Nuoto
| Gara           | Atleta                     | Batterie | Batterie | Semifinali | Semifinali | Finale | Finale |
| Gara           | Atleta                     | Tempo    | Pos.     | Tempo      | Pos.       | Tempo  | Pos.   |
| -------------- | -------------------------- | -------- | -------- | ---------- | ---------- | ------ | ------ |
| 100 m farfalla | Bader Abdulrahman Almuhana | 55"59    | 61       |            |            |        |        |

## Tiro
| Gara  | Atleta           | Qualificazioni | Qualificazioni | Finale    | Finale       | Finale |
| Gara  | Atleta           | Punteggio      | Pos.           | Punteggio | Punt. totale | Pos.   |
| ----- | ---------------- | -------------- | -------------- | --------- | ------------ | ------ |
| Skeet | Saied Al-Mutairi | 104            | 39             |           |              |        |